# Jean Rhys
Jean Rhys, pseudoniem van Ella Gwendolen Rees Williams (Roseau (Dominica), 24 augustus 1890 – Exeter, 14 mei 1979) was een deels Britse, deels Caraïbische schrijfster van verhalen en romans.

## Leven
Rhys was de dochter van een moeder van gemengd creools-Schotse afkomst en een arts uit Wales. Ze groeide op in Dominica, een eiland in de Caraïbische Zee. In 1906 stuurden haar ouders haar naar een tante in Cambridge (Engeland), waar ze een kloosterschool bezocht. Ze studeerde in 1909 korte tijd in Londen aan de Royal Academy of Dramatic Art, maar toen haar vader stierf moest ze wegens geldgebrek haar studie staken. Rhys was vervolgens enige tijd variétéartiest (onder de namen Vivienne, Emma en Ella Gray) en poseerde in 1913 als naaktmodel, vermoedelijk voor de kunstschilder William Orpen. Ze begon toen al te schrijven aan wat veel later haar roman Voyage in the Dark zou worden. Tijdens de Eerste Wereldoorlog deed ze vrijwilligerswerk.
In 1919 trouwde zij met de Nederlandse journalist en avonturier Jean Lenglet, het eerste van haar drie huwelijken. Zij was zijn derde echtgenote en hij was op dat moment ook nog getrouwd met haar voorgangster. Het paar vestigde zich in Parijs en leidde een bohemien leven, deels in Londen, Wenen en Boedapest. Om dit te bekostigen speculeerde Lenglet met geld van zijn werkgever. Toen hij niet tijdig kon terugbetalen, besloten zij in 1922 Hongarije te ontvluchten. Lenglet werd eind 1924 in Parijs gearresteerd en veroordeeld tot acht maanden gevangenisstraf. Na zijn vrijlating werd hij Frankrijk uitgezet. Deze gebeurtenissen heeft zij enkele jaren later verwerkt in haar roman Postures (herdrukt onder de titel Quartet).
In deze periode startte Ella haar literaire carrière onder het pseudoniem Jean Rhys. Ze werd daarbij gecoacht door Ford Madox Ford. Met hem had ze een verhouding toen ze tijdens Lenglets gevangenschap een huis in Parijs deelde met hem en zijn partner Stella Bowen. In het voorwoord van haar eerste verhalenbundel The Left Bank and Other Stories (1927) schreef hij haar een scherp inzicht toe, dankzij haar positie van 'outsider' en 'underdog' als auteur uit Brits West-Indië. Na afloop van zijn verhouding met Ella schreef Ford de verbittering van zich af in de roman When the Wicked Man (1931).
De scheiding met Jean Lenglet werd uitgesproken in 1933. Zij had met hem een dochter en een jonggestorven zoon en zij bleven bevriend. Ook Lenglet legde zijn visie op hun gezamenlijke periode vast in een roman, In de strik (1935), onder het pseudoniem Édouard de Nève. Zijn vierde echtgenote werd de schrijfster Henriëtte van Eyk. In 1934 hertrouwde Ella met de uitgever Leslie Tilden-Smith, met wie ze in Devon woonde tot zijn dood in 1945. Haar derde echtgenoot, de advocaat Max Hamer, was een neef van Tilden-Smith. Zij trouwden in 1947, maar hij bracht het grootste deel van hun huwelijk door in de gevangenis. Hamer stierf in 1966. In datzelfde jaar publiceerde ze haar belangrijkste roman Wide Sargasso Sea.

## Werk
Met haar vroege werk had Rhys aanvankelijk weinig succes, ondanks de aanbevelingen van Ford Madox Ford. Het stond niet bekend als heel sterk of diepgaand, eerder als sentimenteel. Latere literatuurcritici zijn echter van oordeel dat zij haar tijd ver vooruit was door vrouwen te beschrijven die seksueel geëxploiteerd worden en hun seksualiteit zelf inzetten om hun underdogpositie te verbeteren. De roman Voyage in the Dark (1934), die kortstondig de aandacht trok, heeft als thema de onbegrepen, ontwortelde vrouw.
In de jaren veertig werd haar werk niet meer herdrukt en verdween ze in de vergetelheid. Er werd zelfs algemeen verondersteld dat ze niet meer leefde. Hernieuwde bekendheid verwierf ze pas in 1957 door een radiohoorspel van haar roman Good Morning, Midnight uit 1939, waarin ze met behulp van de stream of consciousness-techniek het bewustwordingsproces van de ouder wordende vrouw beschrijft.
Internationaal brak Rhys door met Wide Sargasso Sea (1966), dat is geschreven als de voorgeschiedenis van Charlotte Brontës Jane Eyre. Het boek corrigeert het bijna karikaturale beeld van hoofdpersoon Rochester, met zijn mannelijke trots en onbegrip voor de West-Indische sensualiteit. Hij vervreemdt van zijn vrouw en al wat haar eigen is en veroorzaakt zo een identiteitscrisis bij haar. Rhys stelt daarmee de personages uit Jane Eyre psychologisch in een ander licht.
Dankzij Wide Sargasso Sea werd Jean Rhys kort voor haar dood benoemd tot Commandeur in de Orde van het Britse Rijk. De roman werd in 1993 verfilmd door de Australische regisseur John Duigan. In 1999 werd het boek verkozen in de Modern Library’s lijst van 100 beste Engelstalige romans uit de 20e eeuw.